# Venticalia
Venticalia è una frazione del comune di San Costantino Albanese, paese Arbëreshë in provincia di Potenza fondato da profughi albanesi nel XV secolo. La frazione, seppur piccola, conta circa 30 abitanti e dista dal paese di San Costantino Albanese circa 3,9 km, ma si estende per ulteriori 12 km fino al confine con Senise. Il suo nome originario era "Vendicalio", ovvero luogo bello, derivante dalla commistione di un termine albanese "vendi" (il luogo), ed il termine greco "Calio" (bello), infatti il comune di San Costantino Albanese di cui Venticalia fa parte, è stato fondato da albanesi provenienti da Corone.

## Storia
Dalla fine del XVII secolo fu feudo rustico della famiglia Pace di San Costantino Albanese che lo possedette ininterrottamente sino all'eversione della feudalità.
Qui nel XVII sec. la famiglia Pace costruì una piccola chiesetta votiva dedicata al culto di Sant'Elena madre dell'Imperatore Costantino I di cui oggi rimangono visibili solo pochi resti.